# Alexandra Verbovsek
Alexandra Verbovsek ist eine deutsche Ägyptologin.

## Leben
Sie studierte von 1989 bis 1996 Ägyptologie, vorderasiatische Altertumskunde, klassische Archäologie und Koptologie in Münster, Paris und Hamburg, wo sie 1996 den Magister (Untersuchungen zu den sog. Hyksosmonumenten) ablegte. Gefördert von 1997 bis 1999 mit einem Promotionsstipendium der Universität Hamburg sowie Stipendium der Johanna und Fritz-Buch-Gedächtnis-Stiftung, legte sie 2001 die Promotion in Hamburg (Darstellungen von Privatleuten und Königsnachkommen aus Göttertempeln und königlichen Kultanlagen) ab. Von 2001 bis 2015 war sie in München als wissenschaftliche Assistentin C1 (2001–2005), wissenschaftliche Oberassistentin C2 (2005–2006) und akademische Oberrätin auf Zeit (2006–2015) angestellt. Nach der Habilitation 2005 in München (Zwischen „Theorie und Praxis“. Heuristische und ontologische Modellierungen der ägyptologischen Kunstbetrachtung) und der Venia legendi für Ägyptologie war sie von 2005 bis 2012 Mitarbeiterin im Graduiertenkolleg Formen von Prestige in den Kulturen des Altertums. Von 2008 bis 2010 war sie Feodor-Lynen-Langzeitstipendiatin der Alexander von Humboldt-Stiftung in Oxford sowie Barns Junior Research Fellowship/Senior Fellow des Queen’s College (Oxford). Seit dem 1. April 2015 lehrt sie als Professorin für Archäologie und Kulturgeschichte Nordostafrikas: Materielle Kultur am Institut für Archäologie der Humboldt-Universität zu Berlin.
Ihre Forschungsschwerpunkte sind Archäologie, insbes. Mittleres Reich, Tempel; materielle Kultur; ägyptologische Kunst- und Bildwissenschaft, Theorie, Methodik und Didaktik; und kulturwissenschaftliche und kulturhistorische Diskurse in der Ägyptologie.

## Schriften
- „Als Gunsterweis des Königs in den Tempel gegeben ...“ Private Tempelstatuen des Alten und Mittleren Reiches (= Studien zu Geschichte, Kultur und Religion Ägyptens und des Alten Testaments. Band 63). Harrassowitz, Wiesbaden 2004, ISBN 3-447-05156-6 (zugleich Dissertation, Hamburg 2001).
- Die sogenannten Hyksosmonumente. Eine archäologische Standortbestimmung (= Göttinger Orientforschungen. Reihe 4 Ägypten. Band 46). Harrassowitz, Wiesbaden 2006, ISBN 3-447-05353-4 (zugleich Magisterarbeit, Hamburg 1996).
- als Herausgeberin mit Burkhard Backes und Catherine Jones: Methodik und Didaktik in der Ägyptologie. Herausforderungen eines kulturwissenschaftlichen Paradigmenwechsels in den Altertumswissenschaften (= Ägyptologie und Kulturwissenschaft. Band 4). Fink, Paderborn 2011, ISBN 3-7705-5185-0.
- als Herausgeberin mit Gregor Neunert und Kathrin Gabler: Sozialisationen: Individuum – Gruppe – Gesellschaft. Beiträge des Ersten Münchner Arbeitskreises Junge Aegyptologie (MAJA 1), 3. bis 5.12.2010 (= Göttinger Orientforschungen. Reihe 4 Ägypten. Band 51). Harrassowitz, Wiesbaden 2012, ISBN 978-3-447-06660-0.
- als Herausgeberin mit Gregor Neunert und Kathrin Gabler: Nekropolen; Grab – Bild – Ritual. Beiträge des Zweiten Münchner Arbeitskreises Junge Aegyptologie (MAJA 2), 2. bis 4.12.2011 (= Göttinger Orientforschungen. Reihe 4 Ägypten. Band 54). Harrassowitz, Wiesbaden 2013, ISBN 978-3-447-06872-7.
- als Herausgeberin mit Gregor Neunert und Kathrin Gabler: Bild: Ästhetik – Medium – Kommunikation. Beiträge des Dritten Münchner Arbeitskreises Junge Aegyptologie (MAJA 3), 7. bis 9.12.2012 (= Göttinger Orientforschungen. Reihe 4 Ägypten. Band 58). Harrassowitz, Wiesbaden 2014, ISBN 978-3-447-10100-4.
- als Herausgeberin mit Gregor Neunert und Kathrin Gabler: Text: Wissen – Wirkung – Wahrnehmung. Beiträge des Vierten Münchner Arbeitskreises Junge Aegyptologie (MAJA 4), 29.11. bis 1.12.2013 (= Göttinger Orientforschungen. Reihe 4 Ägypten. Band 59). Harrassowitz, Wiesbaden 2015, ISBN  	978-3-447-10348-0.
- als Herausgeberin mit Susanne Beck, I-Ting Liao, Henrike Simon und Burkhard Backes: Gebauter Raum: Architektur – Landschaft – Mensch. Beiträge des Fünften Münchner Arbeitskreises Junge Aegyptologie (MAJA 5), 12.12. bis 14.12.2014 (= Göttinger Orientforschungen. Reihe 4 Ägypten. Band 62). Harrassowitz, Wiesbaden 2016, ISBN 3-447-10632-8.